# Djunkgao
Dans la mythologie aborigène, les Djunkgao sont un groupe de sœurs qui étaient associées aux inondations et aux courants marins. Ils nommèrent les clans et tous les animaux, et construisirent des murs sacrés à partir de planches d'igname. La plus jeune des sœurs fut violée incestueusement et, dès lors, les sœurs devinrent des femmes plus banales.